# マウラナ・マリク・イブラヒム

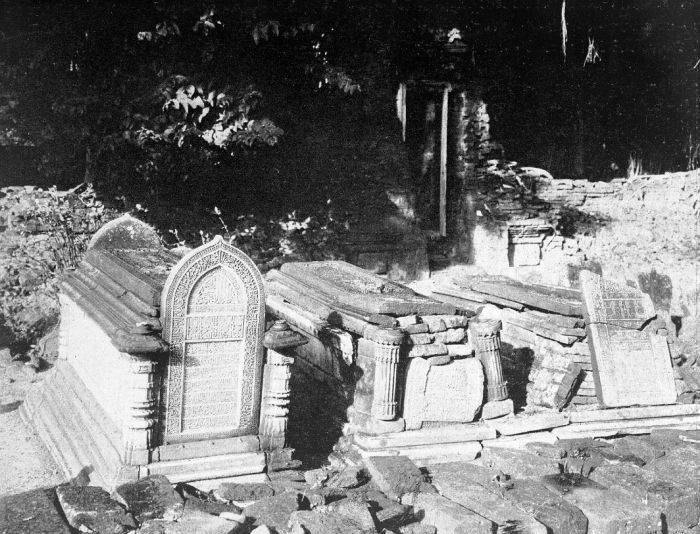
マリク・イブラヒムの墓、1900年ごろ撮影。

マウラナ・マリク・イブラヒム（Maulana Malik Ibrahim; 生年不詳 - 1419年4月7日没）は、ジャワにイスラームを伝えた9人の聖者（ワリ・ソンゴ）のひとり。スナン・グレシック Sunan Gresik、カケッ・バンタル Kakek Bantal とも呼ばれる。:241

## 生涯
スナン・グレシクは尊称で、イスムはイブラーヒーム（イブラヒム）という。出自は明らかでないが、ジャワ島の外の生まれであるというのが通説である。14世紀前半に生まれたと考えられている。『ババッド・タナハ・ジャーウィー』や、そのほかの文献において、イブラヒムは複数の呼び名で言及される。J. J. Meinsma による前掲書のジャーウィー文字からアルファベット文字への転写では、イブラヒムは、"Makhdum Ibrahim as-Samarqandy"（現代のインドネシア語の正書法では Syekh Ibrahim Asmarakandi と綴る）とされ、これに基づくとサマルカンド出身とも考えられる。しかしながら、別の史料に基づくと、 Asmarakandi なる人物は、16世紀にジャワへ来て、トゥバン (Tuban Regency) に葬られた別人である可能性がある。
イブラヒムがペルシアのカーシャーン出身とするのが最も一般的な説である。これは J. P. Moquette によるイブラヒムの墓の碑銘の検証によっても支持された。最も一般的な説では、イブラヒムは父のシャイフ・ジュマディル・クブロ Syekh Jumadil Qubro or Kubro、兄のマウラナ・イスハクと共にペルシアからジャワに海を渡ってやってきたとされる。また、一族はフサインの血を引くサイイドである。そして、父のクブロはジャワに留まり、息子たちは各地へ教宣（ダアワ dakwah）に出向いた。イブラヒムはチャンパ（占城）へ、イスハクはパサイへ行った。イブラヒムはチャンパで13年間を過ごし、医療や農業指導に携わった。イブラヒムはチャンパ王の娘の一人と結婚し、子供を2人得た。妻の名は Dewi Candrawulan というインドネシア語化したかたちで伝わっている。充分な人数のチャンパの民がイスラーム教に入信したと思った時点でイブラヒムは、家族を伴わず単身、ジャワへ戻った。
14世紀後半、イブラヒムはセンバロ Sembalo, Learn, Manyar （現代のグレシックから 9キロメートル (5.6 mi) 北の場所）の岸辺に上陸し、地元の住民と知り合いになった。イブラヒムは内陸でも商売を始めるようになり、どんなカーストの人々とも分け隔てなく接した。当時の社会階層はヒンドゥー教の価値観に基づいて分化していた。そうするうちにイブラヒムは低位カーストの人々から支持されるようになり、多くの入信者を得た。イブラヒムはチャンパとの交易も続ける一方、ジャワの民に医療や農業指導を施した。
イブラヒムは交易を通して支配階層や貴族とも知り合いになった。トロウラン Trowulan へ行き、そこでマジャパヒト王に会った後は、グレシック郊外の土地を布教のために自由に使ってよいと言われ、イブラヒムはそこにプサントレンを建てた。イブラヒムは聖典クルアーンをいつも枕元に置いていたので、カケッ・バンタル Kakek Bantal のあだ名で呼ばれるようになった。
イブラヒムには次のような伝説が伝わっている：あるとき彼が旅をしていると、若い女が雨乞いのために今にも人身御供に供せられようとしているところに出くわした。イブラヒムは女にナイフをつき立てようとする者をおしとどめ、アッラーに雨を願った。彼の願いは叶えられ雨が降ったため、その村の人はみなイスラームに入信した。
イブラヒムはヒジュラ暦822年第1ラビー月12日（ユリウス暦1419年4月7日）に亡くなり、ジャワ島東部のグレシック、ガプラ村 Gapura village, Gresik, East Java に埋葬された。
19世紀以前、イブラヒムはジャワにイスラームを伝えた九聖人、ワリ・ソンゴの一人には数えられていなかった。19世紀前半にイブラヒムの墓が再発見され、最初期の伝道者の一員とみなされるようになった。『ババッド・ディパネガラ』 Babad Dipanegara では、イブラヒムはワリ・ソンゴの筆頭に挙げられている。21世紀現在、イブラヒム廟には墓石こそないものの、巡礼者が絶えず、巡礼がみなでクルアーンや預言者伝を読んだり、当地の名物であるスパイスをたくさん入れた米の粥をシェアする光景が見られる。2005年の1年間で150万人の巡礼がイブラヒム廟を訪れた。廟内に入るには入場料が必要である。ヒジュラ暦上のイブラヒムの命日には特にたくさんの人が訪れる。

## 墓碑
イブラヒムの墓の傍には墓碑があり、その人となりを讃える文言がアラビア語で書かれている。墓碑銘によるとイブラヒムの没年月日は、ヒジュラ暦822年第1ラビー月12日月曜日である。この墓碑にはインドのカンバート産の石材が使われており、Brian Harrison や G. H. Bousquet といった歴史学者は、パサイ王国で建てられた他の墓碑の考慮すると、インドネシアにイスラームを広めたのはインドの人々が深く関わっていたという説を唱えている。

## 残されたもの
イブラヒムの2人の息子は、成人してから共に、ジャワへイスラームを布教にやってきた。兄のアリー・ラフマトゥッラー Ali Rahmatullah は彼自身もワリ・ソンゴの一人に数えられる。スナン・アンペル Sunan Ampel の別名のほうがよく知られている。弟はアリー・ムルタザー（アリ・ムルタダ） Ali Murthada という。イブラヒムの布教事業は、ギリ Giri においてはラデン・パク Raden Paku （スナン・ギリの別名で知られる）が引き継ぎ、スラバヤ近くのンガンペル Ngampel ではラデン・ラフマッ Raden Rahmat が引き継いだ。
グレシックの行政当局は毎年、ゲブヤル・マウリド Gebyar Maulid というイブラヒムの誕生日を祝う催しを開く。催しは地方文化の発展も目的の一つである。